# Président à mortier

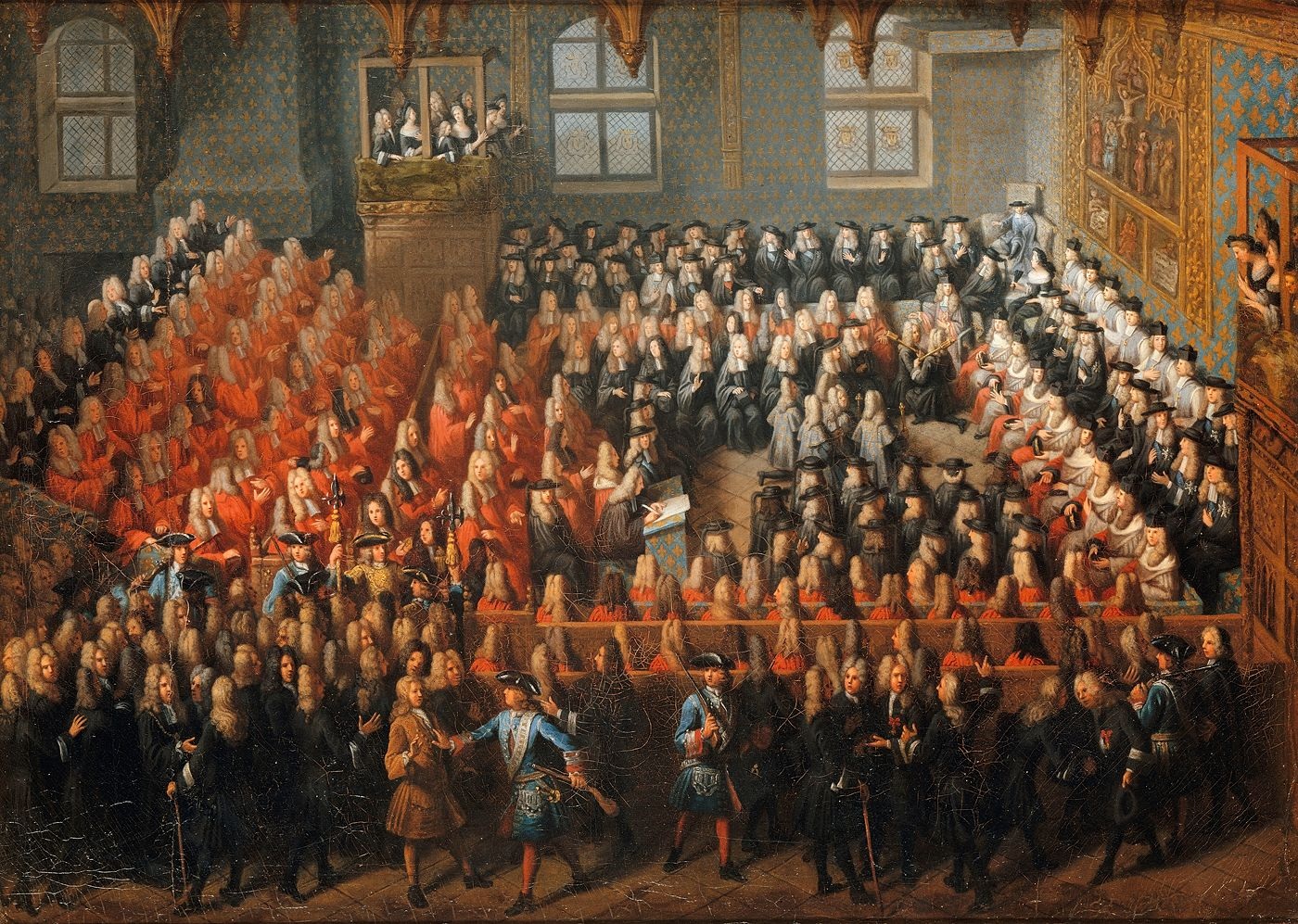
Lit de justice tenuto da Luigi XV al Parlamento di Parigi nel 1715. I président à mortier nella prima fila a destra del dipinto, sono riconoscibili dalle loro vesti rosse con cappucci bianchi e dai loro tocchi bordati d'oro appoggiati sulle ginocchia.

Stemma dei président à mortier nel XVIII secolo.

L'ufficio di président à mortier (pronuncia IPA francese [pʁezidɑ̃t‿a mɔʁtje]) è stata una delle cariche più importanti del sistema giudiziario francese durante l'Ancien Régime.
I presidenti erano magistrati principali delle più alte istituzioni giuridiche, i Parlamenti, che erano le Corti di appello.
Essi erano 11 nel 1789. Erano distribuite su camere (camera civile, camera penale, camera commerciale, camera di commercio marittimo, ecc.), composte da coloro che erano Conseiller du parlement, che valutavano e decidevano in materia di giustizia e dai presidenti che presiedevano le sessioni.
La camera più importante era la Grand'Chambre. I presidenti, per indicare il loro rango superiore a quello dei presidenti delle camere inferiori, adottarono il mortier, un tocco di velluto nero impreziosito da due nastri intrecciati d'oro, simile a una berretta quadrata e da cui inoltre prende il nome la carica.
Il Dizionario universale di Furetière specifica che al tempo di Luigi XIV, c'erano dieci président à mortier nel Parlamento di Parigi, tra cui il primo presidente.
La posizione era venale, poteva essere comprata liberamente, venduta ed ereditata, soggetta a pagamenti al re. 
Nella pratica, era necessario il consenso dei parlamenti ed era richiesto un esame di legge. 
Questa era limitata ai candidati che avevano studiato legge. La carica conferiva, dopo venti anni di svolgimento, la nobiltà ereditaria, ma il sistema dell'eredità fa che la carica sia esercitata in pratica soltanto da nobili.
In genere, i presidenti prestavano servizio sotto un premier président, che era un incaricato del re, non un acquirente dell'ufficio. Questo ha portato a tensioni continue.
Nell sistema giudiziario odierno francese, l’equivalente di questa funzione all’interno delle Corti di appello è quella di “Primo Presidente della Camera”.

## Araldica
I président à mortier hanno disposto i loro stemmi come segue:
- in un abito scarlatto foderato di ermellino,
- modellamento del mantello ducale,
- con i ganci dorati sulla spalla,
- sormontato da un tocco di velluto nero (con un singolo nastro dorato per i presidenti e 2 nastri dorati per i primi presidenti),
- la malta posta in una corona ducale.

Fu Pomponne II de Bellièvre (1606-1657), marchese di Grignon, primo président à mortier al Parlamento di Parigi, a introdurre lo stemma ducale negli stemmi dei président à mortier.

### Stemmi

Stemma di un président à mortier nel XVIII secolo.
Stemma di un président à mortier marchese nel XVIII secolo.
Stemma di un président à mortier conte nel XVIII secolo.
Stemma di un président à mortier barone nel XVIII secolo.